# Comuna Nazarivka, Kirovohrad
Nazarivka (în ucraineană Назарівка) este o comună în raionul Kirovohrad, regiunea Kirovohrad, Ucraina, formată din satele Nazarivka (reședința) și Olenivka.

## Demografie
Componența lingvistică a comunei Nazarivka
     Ucraineană (94,97%)
     Rusă (3,44%)
     Română (1,32%)
     Alte limbi (0,26%)
Conform recensământului din 2001, majoritatea populației comunei Nazarivka era vorbitoare de ucraineană (94,97%), existând în minoritate și vorbitori de rusă (3,44%) și română (1,32%).